# Жизја
Жизја (фр. Gizia) насеље је и општина у источној Француској у региону Франш-Конте, у департману Јура која припада префектури Лон ле Соније.
По подацима из 2011. године у општини је живело 209 становника, а густина насељености је износила 28,44 становника/km². Општина се простире на површини од 7,35 km². Налази се на средњој надморској висини од 250 метара (максималној 633 m, а минималној 220 m).

## Демографија
| 1962. | 1968. | 1975. | 1982. | 1990. | 1999. | 2011. |
| ----- | ----- | ----- | ----- | ----- | ----- | ----- |
| 285   | 287   | 294   | 274   | 223   | 221   | 209   |

График промене броја становника у току последњих година